# Genzaburō Yoshino
Genzaburō Yoshino (吉野 源三郎, Yoshino Genzaburō), né le 9 avril 1899 et mort le 23 mai 1981, est un éditeur, auteur de livres pour enfants, critique, traducteur, militant communiste, pacifiste et journaliste japonais. 
Il est diplômé de l'Université de Tokyo dans les années 1920, puis commence sa carrière comme bibliothécaire. 
Il est arrêté en 1931 pour avoir organisé un rassemblement communiste.
En 1935, l'écrivain Yamaoto Yuzo obtient une réduction de peine de prison pour Yoshino et l'engage comme directeur de collection dans sa maison d'édition, dans laquelle sera publiée une de ses œuvres les plus connues : Et vous, comment vivrez-vous ?.
Il bénéficie d'une grande renommée en tant qu'intellectuel progressiste de premier plan de l'ère Showa. 
Il est surtout connu pour être l'auteur de Kimi-tachi wa dō ikiru ka (Et vous, comment vivrez-vous ?) et comme premier rédacteur en chef du magazine Sekai (litt. « le Monde ») au Japon. 
Il a également contribué à la fondation de l'Iwanami Shonen Bunko. Il a occupé un certain nombre de postes importants, puisqu'il a été professeur à l'université Meiji, directeur général d'Iwanami Shoten, premier président de la conférence des journalistes japonais et gardien du centre de documentation d'Okinawa.

## Œuvre

En 2023, Et vous, comment vivrez-vous ? est adapté au cinéma d'animation par le Studio Ghibli.

- Et vous, comment vivrez-vous ? (君たちはどう生きるか, Kimi-tachi wa dō ikiru ka?), illustré par Kazu Wakita[3] (1937)
- Ningen no tōto-sa o mamorou (人間の尊さを守ろう?, litt. Protéger la valeur des êtres humains) (1948)
- Jinrui no shinpo ni tsukushita hito - Eiburahamu Rinkān no isshō (人類の進歩につくした人 - エイブラハム・・リンカーンの一生?, litt. Les gens qui ont fait avancer l'humanité - La vie d'Abraham Lincoln) (1949)
- Et vous, comment vivrez-vous ? (君たちはどう生きるか, Kimi-tachi wa dō ikiru ka?), réédition, adapté par Oki Naotaro (1954)
- Eiburahamu Rinkān (エイブ・リンカーン?, Abraham Lincoln), avec Mukai Junkichi (1958).
- Et vous, comment vivrez-vous ? (君たちはどう生きるか, Kimi-tachi wa dō ikiru ka?), réédition, illustré par Shigekazu Uehara (1959)
- Boku mo ningen kimi mo ningen (ぼくも人間きみも人間?, litt. Je suis un être humain, tu es un être humain) (1959)
- Nana reinen mondai no tame ni tatakatte iru shokun e (七〇年問題のために闘っている諸君へ?, litt. À vous qui vous battez pour le problème des 70 ans) (1970)
- Dō jidai no koto Vetonamu sensō o wasureruna (同時代のこと ヴェトナム戦争を忘れるな?) (1974)